# Тюриаф, Ронни
Ро́нни Тю́риаф (фр. Ronny Turiaf; родился 13 января 1983 года в городе Ле-Робер, Мартиника) — бывший французский профессиональный баскетболист, выступавший долгое время в НБА. Был выбран под 37-м номером на драфте НБА 2005 года командой «Лос-Анджелес Лейкерс». Являлся игроком национальной сборной Франции.

## Биография

### Ранние годы
Ронни Тюриаф родился на Мартинике в семье Жоржа Луи Тюриафа и Алин Сезар. В детстве увлекался футболом, в 14 лет по совету отца стал заниматься баскетболом. В 15 лет он покинул остров и поступил в Национальный институт физического воспитания в Париже, где играл с будущими игроками НБА и французской сборной Тони Паркером, Борисом Дьяо и Йоханом Петро.
В 2001 году Тюриаф поступил в американский Университет Гонзага в городе Спокан, штат Вашингтон. Он четыре года выступал за университетскую команду «Гонзага Бульдогс», трижды становился победителем конференции Западного побережья, в 2004 году признавался самым ценным игроком конференции, четырежды играл в чемпионате NCAA. В университете Тюриаф в среднем за игру набирал 13,6 очков и делал 6,8 передач, в последнем сезоне — 15,9 очков, 9,5 подборов, 2,7 передач и 1,9 блок-шот. В 2005 году он окончил университет с учёной степенью в спортивном менеджменте и коммуникациях.

### НБА
На драфте НБА 2005 года Тюриаф был выбран во втором раунде под общим 37-м номером командой «Лос-Анджелес Лейкерс». Вскоре при медицинском обследовании врачи клуба диагностировали у баскетболиста аневризму аорты. 26 июля 2005 года Тюриафу была сделана сложная операция на сердце в медицинском центре при Стэнфордском университете, длившаяся шесть часов, в результате которой был заменён аортальный корень. Контракт игрока с «Лейкерс» был расторгнут, однако клуб сохранил права на игрока в случае его возвращения в НБА.
В декабре 2005 года Тюриаф подписал контракт с командой Континентальной баскетбольной ассоциации «Якама Сан Кингз» из города Якима, штат Вашингтон. Он объяснил это решение тем, что пока не готов вернуться в НБА из-за плохой физической формы и выступление в КБА будет для него своего рода тренировочным лагерем. Всего за «Якаму» Тюриаф сыграл 9 матчей, в которых в среднем набирал 13 очков и делал 6 подборов. 17 января 2006 года, менее чем через полгода после операции, Ронни вновь подписал контракт с «Лейкерс». В своём дебютном сезоне он принял участие в 23 матчах регулярного сезона и в 3 матчах серии плей-офф.
В следующие два сезона Тюриаф был резервным центровым «Лейкерс», регулярно выходил на площадку со скамейки и не выделялся высокой результативностью. Тем не менее, когда в сезоне 2007/2008 из-за травм пропускали много матчей основные высокие игроки команды, Эндрю Байнум и Пау Газоль, Тюриаф получил место в стартовой пятерке. Всего в том сезоне он с первых минут начинал 21 игру регулярного сезона и принял участие в 19 играх серии плей-офф, в которой «Лейкерс» дошли до финала. После окончания сезона Тюриаф стал ограниченно свободным агентом. 9 июля 2008 года команда «Голден Стэйт Уорриорз» предложила ему четырёхлетний контракт на сумму 17 миллионов долларов. По правилам НБА его предыдущий клуб, «Лейкерс», имел право в течение недели предложить игроку ту же сумму и сохранить его в своём составе, однако руководство команды решило отпустить Тюриафа, и 18 июля он официально стал игроком «Уорриорз».
В дебютном сезоне за «Голден Стэйт» Тюриаф принял участие в 79 матчах регулярного сезона, 26 из них он начинал в стартовой пятёрке, но в основном был сменщиком основного центрового «Уорриорз», Андриса Бьедриньша. Ронни являлся одним из трёх капитанов команды. 9 июля 2010 года был обменян в «Нью-Йорк Никс» вместе с Келенной Азубуике, Энтони Рэндольфом и правом выбора во втором раунде драфта 2012 года на Дэвида Ли.
Осенью 2011 года, во время локаута в НБА, Тюриаф выступал за французский клуб АСВЕЛ. 10 декабря 2011 года он в результате трёхсторонней сделки с участием «Нью-Йорка», «Далласа» и «Вашингтона» оказался в составе «Уизардс». 15 марта 2012 года Тюриаф вместе с Джавейлом Макги был обменян в «Денвер Наггетс» на Нене. 18 марта 2012 года руководство «Наггетс» отчислило Тюриафа из команды. 21 марта он подписал контракт с «Майами Хит».

## Сборная Франции
Вместе с другими студентами Национального института физического воспитания, такими как Тони Паркер и Борис Дьяо, Тюриаф был приглашён в молодёжную (до 18 лет) сборную Франции. В 2000 году эта команда выиграла чемпионат Европы, проходивший в Хорватии.
Ещё во время учёбы в Университете Гонзага Тюриаф приглашался во взрослую сборную Франции, в 2003 году он помог национальной команде занять четвёртое место на чемпионате Европы. Также представлял свою страну на чемпионате мира 2006 года (5-е место), чемпионате Европы 2007 года (8-е место), чемпионате Европы 2009 года (5-е место) и летних Олимпийских играх 2012 года в Лондоне (6-е место).

## Статистика

### Статистика в НБА
| Сезон                                                                                    | Команда      | Регулярный сезон | Регулярный сезон | Регулярный сезон | Регулярный сезон | Регулярный сезон | Регулярный сезон | Регулярный сезон | Регулярный сезон | Регулярный сезон | Регулярный сезон | Регулярный сезон | Серия плей-офф | Серия плей-офф | Серия плей-офф | Серия плей-офф | Серия плей-офф | Серия плей-офф | Серия плей-офф | Серия плей-офф | Серия плей-офф | Серия плей-офф | Серия плей-офф |
| Сезон                                                                                    | Команда      | GP               | GS               | MPG              | FG%              | 3P%              | FT%              | RPG              | APG              | SPG              | BPG              | PPG              | GP             | GS             | MPG            | FG%            | 3P%            | FT%            | RPG            | APG            | SPG            | BPG            | PPG            |
| ---------------------------------------------------------------------------------------- | ------------ | ---------------- | ---------------- | ---------------- | ---------------- | ---------------- | ---------------- | ---------------- | ---------------- | ---------------- | ---------------- | ---------------- | -------------- | -------------- | -------------- | -------------- | -------------- | -------------- | -------------- | -------------- | -------------- | -------------- | -------------- |
| 2005/06                                                                                  | Лейкерс      | 23               | 1                | 7,0              | 50,0             | -                | 55,6             | 1,6              | 0,3              | 0,1              | 0,4              | 2,0              | 3              | 0              | 8,4            | 60,0           | -              | 83,3           | 2,3            | 0,0            | 0,0            | 0,3            | 3,7            |
| 2006/07                                                                                  | Лейкерс      | 72               | 1                | 15,1             | 54,9             | 0,0              | 66,4             | 3,6              | 0,9              | 0,2              | 1,1              | 5,3              | 4              | 0              | 12,1           | 35,7           | -              | 70,0           | 3,0            | 0,3            | 0,5            | 0,3            | 4,3            |
| 2007/08                                                                                  | Лейкерс      | 78               | 21               | 18,7             | 47,4             | 0,0              | 75,3             | 3,9              | 1,6              | 0,4              | 1,4              | 6,6              | 19             | 0              | 9,8            | 38,9           | -              | 58,8           | 1,4            | 0,3            | 0,1            | 0,9            | 2,0            |
| 2008/09                                                                                  | Голден Стэйт | 79               | 26               | 21,5             | 50,8             | 0,0              | 79,0             | 4,6              | 2,1              | 0,4              | 2,1              | 5,9              | Не участвовал  | Не участвовал  | Не участвовал  | Не участвовал  | Не участвовал  | Не участвовал  | Не участвовал  | Не участвовал  | Не участвовал  | Не участвовал  | Не участвовал  |
| 2009/10                                                                                  | Голден Стэйт | 42               | 20               | 20,8             | 58,2             | 0,0              | 47,4             | 4,5              | 2,1              | 0,5              | 1,3              | 4,9              | Не участвовал  | Не участвовал  | Не участвовал  | Не участвовал  | Не участвовал  | Не участвовал  | Не участвовал  | Не участвовал  | Не участвовал  | Не участвовал  | Не участвовал  |
| 2010/11                                                                                  | Нью-Йорк     | 64               | 21               | 17,8             | 63,2             | -                | 62,2             | 3,2              | 1,4              | 0,5              | 1,1              | 4,2              | 4              | 4              | 18,7           | 66,7           | -              | 70,0           | 2,8            | 1,0            | 0,3            | 1,5            | 5,8            |
| 2011/12                                                                                  | Вашингтон    | 4                | 0                | 14,6             | 100,0            | -                | -                | 3,0              | 1,3              | 1,5              | 0,8              | 1,5              | Не участвовал  | Не участвовал  | Не участвовал  | Не участвовал  | Не участвовал  | Не участвовал  | Не участвовал  | Не участвовал  | Не участвовал  | Не участвовал  | Не участвовал  |
| 2011/12                                                                                  | Майами       | 13               | 5                | 17,0             | 53,3             | 0,0              | 59,1             | 4,5              | 0,4              | 0,6              | 1,1              | 3,5              | 12             | 7              | 10,1           | 55,6           | -              | 27,3           | 2,6            | 0,1            | 0,1            | 0,7            | 1,9            |
| 2012/13                                                                                  | Клипперс     | 65               | 0                | 10,8             | 50,5             | -                | 36,5             | 2,3              | 0,5              | 0,3              | 0,5              | 1,9              | 5              | 0              | 11,7           | 70,0           | -              | 50,0           | 1,6            | 0,0            | 0,2            | 0,6            | 3,2            |
| 2013/14                                                                                  | Миннесота    | 31               | 10               | 19,5             | 59,8             | -                | 42,0             | 5,6              | 0,8              | 0,3              | 1,6              | 4,8              | Не участвовал  | Не участвовал  | Не участвовал  | Не участвовал  | Не участвовал  | Не участвовал  | Не участвовал  | Не участвовал  | Не участвовал  | Не участвовал  | Не участвовал  |
| 2014/15                                                                                  | Миннесота    | 2                | 0                | 9,7              | -                | -                | -                | 0,5              | 1,0              | 0,0              | 0,0              | 0,0              | Не участвовал  | Не участвовал  | Не участвовал  | Не участвовал  | Не участвовал  | Не участвовал  | Не участвовал  | Не участвовал  | Не участвовал  | Не участвовал  | Не участвовал  |
|                                                                                          | Всего        | 473              | 105              | 17,0             | 53,3             | 0,0              | 63,6             | 3,7              | 1,3              | 0,4              | 1,3              | 4,7              | 47             | 11             | 10,9           | 49,5           | -              | 58,6           | 2,0            | 0,2            | 0,1            | 0,8            | 2,7            |
| Наведите курсор мыши на аббревиатуры в заголовке таблицы, чтобы прочесть их расшифровку. |              |                  |                  |                  |                  |                  |                  |                  |                  |                  |                  |                  |                |                |                |                |                |                |                |                |                |                |                |

### Статистика в NCAA
| Сезон | Команда | Conf  | Class | GP  | GS | MPG  | FG%  | 3P%  | FT%  | RPG | APG | SPG | BPG | PPG  |
| --- | ------- | ----- | ----- | --- | -- | ---- | ---- | ---- | ---- | --- | --- | --- | --- | ---- |
| 2001/02 | Гонзага | WCC   | FR    | 32  | 1  | 19,5 | 52,5 | 0,0  | 69,5 | 5,0 | 0,5 | 0,4 | 0,8 | 7,3  |
| 2002/03 | Гонзага | WCC   | SO    | 33  | 12 | 24,7 | 51,9 | 16,7 | 76,0 | 6,2 | 0,6 | 0,6 | 1,5 | 15,6 |
| 2003/04 | Гонзага | WCC   | JR    | 31  | 29 | 26,9 | 52,5 | 33,3 | 70,8 | 6,4 | 1,5 | 0,5 | 1,5 | 15,5 |
| 2004/05 | Гонзага | WCC   | SR    | 31  | 31 | 31,2 | 50,8 | 28,6 | 68,3 | 9,5 | 1,5 | 0,4 | 1,9 | 15,9 |
| Всего | Всего   | Всего | Всего | 127 | 73 | 25,5 | 51,8 | 22,2 | 71,5 | 6,8 | 1,0 | 0,5 | 1,4 | 13,6 |
| Наведите курсор мыши на аббревиатуры в заголовке таблицы, чтобы прочесть их расшифровку Статистика приведена с сайта sports-reference.com |         |       |       |     |    |      |      |      |      |     |     |     |     |      |

### Статистика в других лигах
| Сезон | Команда   | Лига              | GP | GS | MPG  | FG%  | 3P% | FT%  | RPG | APG | SPG | BPG | PFL | TOV | PPG  |
| --- | --------- | ----------------- | -- | -- | ---- | ---- | --- | ---- | --- | --- | --- | --- | --- | --- | ---- |
| 2011/12 | Все клубы | Все лиги          | 6  | 1  | 23,5 | 47,5 | -   | 59,5 | 6,0 | 1,8 | 0,2 | 1,3 | 1,7 | 1,0 | 10,0 |
| 2011/12 | АСВЕЛ     | Чемпионат Франции | 4  | 1  | 22,0 | 50,0 | -   | 55,0 | 7,3 | 2,0 | 0,3 | 1,8 | 1,8 | 0,8 | 9,3  |
| 2011/12 | АСВЕЛ     | Кубок Европы      | 2  | 0  | 26,4 | 42,9 | -   | 64,7 | 3,5 | 1,5 | 0,0 | 0,5 | 1,5 | 1,5 | 11,5 |
| Всего | Всего     | Всего             | 6  | 1  | 23,5 | 47,5 | -   | 59,5 | 6,0 | 1,8 | 0,2 | 1,3 | 1,7 | 1,0 | 10,0 |
| Наведите курсор мыши на аббревиатуры в заголовке таблицы, чтобы прочесть их расшифровку Статистика приведена с сайта basketball.realgm.com |           |                   |    |    |      |      |     |      |     |     |     |     |     |     |      |